# Primeiro Consistório Ordinário Público de 1926
Pio nomeou dois novos cardeais em 21 de junho de 1926, ambos funcionários da Cúria italiana.

## Cardeais Eleitores
| Nº                 | País               | Nome               | Idade              | Cargo                                                                      | Título ou Diaconia                          |
| Cardeais eleitores | Cardeais eleitores | Cardeais eleitores | Cardeais eleitores | Cardeais eleitores                                                         | Cardeais eleitores                          |
| ------------------ | ------------------ | ------------------ | ------------------ | -------------------------------------------------------------------------- | ------------------------------------------- |
| 1                  | Itália             | Luigi Capotosti    | 63                 | Secretário da Congregação para o Culto Divino e Disciplina dos Sacramentos | Cardeal-presbítero de São Pedro Acorrentado |
| 2                  | Itália             | Carlo Perosi       | 57                 | Sacerdote de Tortona                                                       | Cardeal-diácono de Santo Eustáquio          |

## Link Externo
- «Catholic Hierarchy» (em inglês)